# 海南湯浅道路
海南湯浅道路（かいなんゆあさどうろ）は、和歌山県有田郡有田川町（当時は吉備町）水尻から和歌山県海南市藤白に至る、かつて高速自動車国道に並行する一般国道自動車専用道路として存在した自動車専用道路である。2005年4月1日に阪和自動車道に編入され、当道路の区間は阪和自動車道に名称が変更された。現在の阪和自動車道海南IC - 有田IC上り線と、有田IC国道42号取付ランプが当道路の区間に相当する。当道路が開通した当初は、近畿自動車道紀勢線（阪和自動車道）に並行する国道42号の自動車専用道路として整備された。

## 道路の位置関係
近畿自動車道紀勢線
（大阪・和歌山方面） - 阪和自動車道 - 海南湯浅道路 - 湯浅御坊道路 - 阪和自動車道 -  紀勢自動車道 -（未開通） - 那智勝浦新宮道路 - （未開通） - 熊野尾鷲道路 - （未開通） - 紀勢自動車道 - （津・名古屋方面）

## 概要
海南湯浅道路は1972年10月7日に施行命令が出され、1984年3月28日に開通した。当時は完成2車線でかつ、ほぼ一般道に等しい規格であった。特に同じ一般有料道路ながらも高規格で建設された湯浅御坊道路が接続してからは、行楽シーズンを中心に、日々渋滞が頻発する区間となっていた。
そこで当該区間は高速自動車国道として4車線化する施工命令が、1998年12月25日に出された。高速自動車国道（阪和自動車道）への編入は、2005年4月1日付で行われ、編入と同時に通行料は普通車（海南-有田）で930円だったのが500円になるといった大幅な値下げがされた。ただし、トンネル区間がほとんどであり、建設コストが高くついたことから、当該区間のキロ当たり料金は通常の1.6倍と他の区間よりも高く設定されている。

### 阪和自動車道編入後の4車線化工事
完成2車線規格でかつほぼ一般道規格に等しかった道路を高速自動車国道の4車線へと拡幅するため、各IC付近で幾度となく車線が切り換えられる難工事となった。また、この時に有田ICでは和歌山県道22号吉備金屋線と直接接続するランプが追加された。さらに4車線化による最高速度80㎞/h化に伴い、下津ICの合流車線を延長させる必要があったことから、I期線（旧海南湯浅道路）の藤白トンネル南坑口ではトンネル覆工を撤去して新たな坑門を構築する工事が行われた。その他にも、老朽化したI期線トンネル群の壁面タイル化工事や非常用設備・照明の取り換えなどが行われた。
2010年7月16日に下り線（御坊方面）が先行して片側2車線化を行い、最高速度が80km/hに向上した。なおこの移行直前には、新下り線本線と干渉する既存ランプを撤去する必要があったため、海南IC下り線入口と下津IC出口が30日間閉鎖された。またI期線を利用する上り線（海南方面）は、翌年の2011年5月21日にリフレッシュ工事が完了し、片側2車線に拡幅された。

## 計画諸元
- 起点 : 和歌山県有田郡吉備町（現有田川町）水尻
- 終点 : 和歌山県海南市藤白
- 全長 : 9.8km
- 車線数 : 完成2車線[3]
  - のちに暫定2車線（完成4車線）となり、2011年5月21日に4車線化した[7]。
- 幅員 : 6.5m（片側3.25m）[5]
  - 4車線化に伴う改修により7.0mとなる
- 設計速度 : 60km/h
  - 4車線化に伴う改修により80km/hとなる
- 道路規格 : 第1種第4級普通道路
  - 4車線化に伴う改修により第1種第3級普通道路となる

## 沿革
- 1972年（昭和47年）10月7日 : 一般有料道路として施行命令。
- 1984年（昭和59年）3月28日 : 海南IC - 吉備町国道42号接続部が海南湯浅道路として開通（当時は完成2車線）。
- 1994年（平成6年）7月11日 : 吉備町天満で湯浅御坊道路と接続。
- 1998年（平成10年）12月25日 : 近畿自動車道紀勢線として4車線化施行命令。
- 2005年（平成17年）4月1日 : 阪和自動車道に編入。

## インターチェンジ
- ここでは阪和自動車道編入時（2005年4月1日時点）のインターチェンジの状況を示している。
- 全区間が和歌山県に所在する。
- IC番号欄の背景色が   である区間は既開通区間に存在する。
- IC番号は接続する阪和自動車道と連続で割り振られていたため、起点から終点の方向とは逆方向となっている。
- 英略字は以下の項目を示す。
IC：インターチェンジ、JCT：ジャンクション、SA：サービスエリア、PA：パーキングエリア、TB：本線料金所、BS：バスストップ
- BS（バス停留所）のうち、○は運用中、◆は休止中の施設。無印はBSなし。

| IC 番号               | 施設名                | 接続路線名                          | 起点から の距離       | BS                    | 備考                                                | 所在地                |                       |                       |
| 阪和自動車道 松原方面 | 阪和自動車道 松原方面 | 阪和自動車道 松原方面               | 阪和自動車道 松原方面 | 阪和自動車道 松原方面 | 阪和自動車道 松原方面                               | 阪和自動車道 松原方面 | 阪和自動車道 松原方面 | 阪和自動車道 松原方面 |
| --------------------- | --------------------- | ----------------------------------- | --------------------- | --------------------- | --------------------------------------------------- | --------------------- | --------------------- | --------------------- |
| 23                    | 海南IC                | 国道42号（現道）                    | 9.8                   |                       |                                                     | 海南市                |                       |                       |
| 24                    | 下津IC                | 県道166号興加茂郷停車場線           |                       |                       | 松原方面出入口                                      | 海南市                |                       |                       |
| 25                    | 吉備IC                | 県道22号吉備金屋線 国道42号（現道） | 0.0                   |                       | 松原方面出入口 阪和自動車道編入後、有田ICに名称変更 | 吉備町                |                       |                       |
| 湯浅御坊道路          |                       |                                     |                       |                       |                                                     |                       |                       |                       |
| 阪和自動車道 田辺方面 |                       |                                     |                       |                       |                                                     |                       |                       |                       |

## 主なトンネルと橋梁
上り線は、海南湯浅道路として建設されたものである。
- 藤白トンネル（海南IC-下津IC）：上り1,810m　下り2,136m （上り線は、4車線化の際の改築に伴い、開通当時より長さが20m短くなっている。）
- 下津トンネル（下津IC-有田IC）：上り1,240m　下り1,290m
- 長峰トンネル（下津IC-有田IC）：上り3,831m　下り4,047m（下り線は、和歌山県の道路トンネルでは最長距離。）
- 有田川橋梁（下津IC-有田IC）